# Collegno
Collegno (en français Colègne) est une ville italienne de la ville métropolitaine de Turin dans le Piémont.

## Administration
| Période                                  | Période      | Identité           | Étiquette                  | Qualité |
| ---------------------------------------- | ------------ | ------------------ | -------------------------- | ------- |
| 23 avril 1995                            | 11 juin 2004 | Umberto D'Ottavio  | Coalition de centre-gauche |         |
| 12 juin 2004                             | 24 mai 2014  | Silvana Accossato  | Coalition de centre-gauche |         |
| 25 mai 2014                              | En cours     | Francesco Casciano | Coalition de centre-gauche |         |
| Les données manquantes sont à compléter. |              |                    |                            |         |

### Hameaux
- frazione : Savonera
- quartieri : Centro Storico, Borgonuovo, Leumann-Terracorta, Oltre Dora, Borgata Paradiso, Regina Margherita, Santa Maria

### Communes limitrophes
Druento, Venaria Reale, Turin, Pianezza, Rivoli, Grugliasco

## Jumelages
- Antony (France)
- Sárospatak (Hongrie)
- Volzhsky (Russie)
- Neubrandenbourg (Allemagne)
- Cerdanyola del Vallès (Espagne)
- San Gregorio Magno (Italie)
- Ousseltia (Tunisie)
- Matanzas (Cuba)
- Sarajevo (Bosnie-Herzégovine)
- Havìrov (Tchéquie)
- Rocchetta Sant'Antonio (Italie)
- Gaiba (Italie)